# Éric Kibanza
Éric Kibanza Lundoloki, né le 4 avril 1980 à Kinshasa, est un judoka congolais (RDC). 
Vice-champion d'Afrique en 2008, il participe aux Jeux olympiques d'été de 2008 à Pékin.